# Chính sách thị thực của Philippines
Chính sách thị thực của Philippines được quản lý bởi đạo luật khối thịnh Vượng chung Số 613, còn được gọi là luật nhập cư Philippines, và sau đó pháp luật sửa đổi nó. Luật này được cùng thực thi bởi Bộ Ngoại giao (ĐFA) và Cục Nhập cảnh (BI).
Nói chung, người nước ngoài muốn nhập cảnh Philippines cần có thị thực trừ khi:
- Họ là công dân của một nước thành viên Hiệp hội các quốc gia Đông Nam Á (ASEAN)
- Họ là công dân của một nước không không ASEAN mà được miễn thị thực[1]
- Họ là người Philippines ở nước ngoài và là chỉ trở lại Philippines tạm thời

## Bản đồ chính sách thị thực

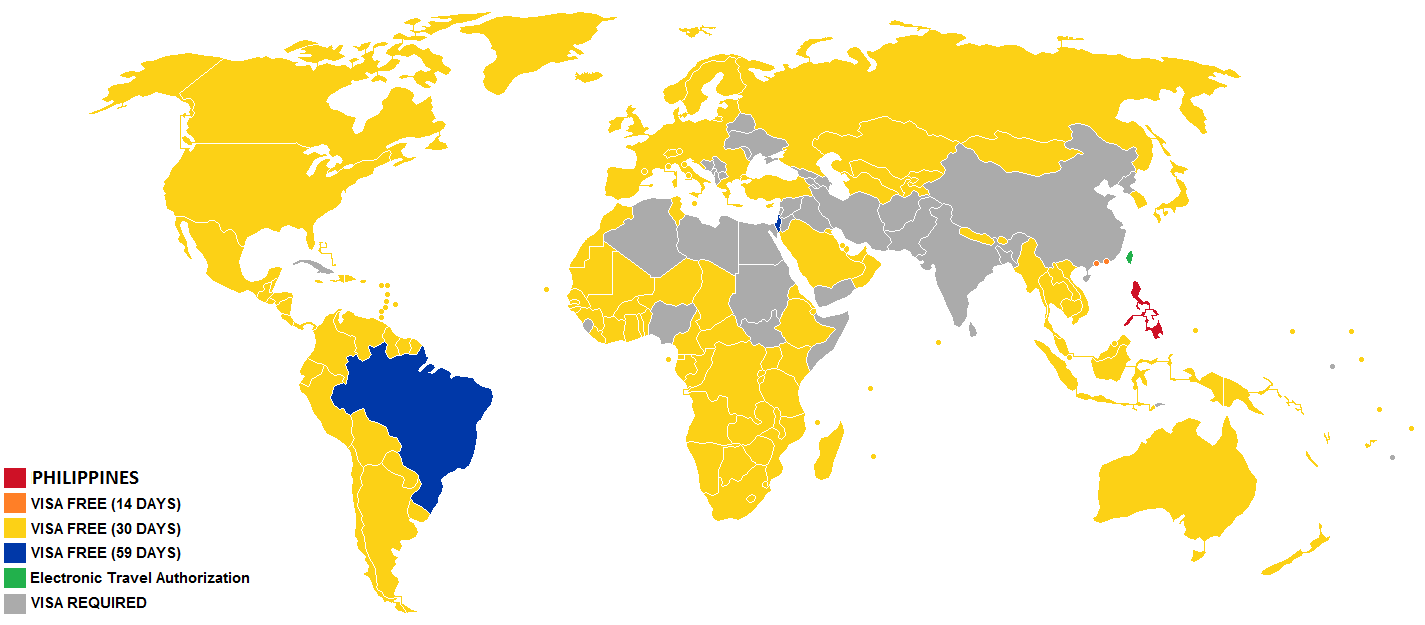
Chính sách thị thực Philippines
Philippines
Miễn thị thực (59 ngày)
Miễn thị thực (30 ngày)
Miễn thị thực (14 ngày)
Giấy phép du hành điện tử
Cần xin thị thực

## Chương trình bãi bỏ thị thực
Chương trình bãi bỏ thị thực của Philippines được quản lý bởi sắc luật số 408, được ký vào ngày 9 tháng 11 năm 1960 bởi Tổng thống Carlos P. Garcia, và sau đó nó được sửa đổi. Các công dân đủ điều kiện hưởng quyền miễn thị thực phải có hộ chiếu có hiệu lực ít nhất sáu tháng so với thời gian dự tính ở lại.
Vào ngày 1 tháng 7 năm 2013,  Cục Nhập cư bắt đầu thực thi mở rộng chương trình bãi bỏ thị thực từ 21 ngày lên 30 ngày, vì chính phủ Philippines hy vọng có thể thúc đẩy du lịch
Những công dân nước ngoài được miễn thị thực có thể gia hạn thị thực hai tháng mỗi lần nhưng không được vượt quá khoảng thời gian tối đa là hai năm. Những công dân nước ngoài không được miễn thị thực có thể gia hạn thị thực 1 tháng mỗi lần nhưng không được vượt quá khoảng thời gian tối đa là 6 tháng và phải sở hữu vé máy bay có hiệu lực cho chuyến đi tiếp theo.
Vào tháng 3 năm 2015 họ  đồ xuất mở rộng miễn thị thực với công dân Trung Quốc và Ấn Độ.
Người sở hữu hộ chiếu của 157 quốc gia hoặc vùng lãnh thổ sau không cần thị thực để đến Philippines:
| - Brasil - Israel \| - Andorra - Angola - Antigua và Barbuda - Argentina - Úc - Áo - Bahamas - Bahrain - Barbados - Bỉ - Belize - Benin - Bhutan - Bolivia - Botswana - Brunei - Bulgaria - Burkina Faso - Burundi - Campuchia - Cameroon - Canada - Cape Verde - Cộng hòa Trung Phi - Chad - Chile - Colombia - Comoros - Cộng hòa Congo - Costa Rica - Bờ Biển Ngà - Croatia - Síp - Cộng hòa Séc - Cộng hòa Dân chủ Congo - Đan Mạch - Djibouti - Dominica - Cộng hòa Dominican \| - Ecuador - El Salvador - Guinea Xích Đạo - Eritrea - Estonia - Ethiopia - Fiji - Phần Lan - Pháp - Gabon - Gambia - Đức - Ghana - Hy Lạp - Grenada - Guatemala - Guinea - Guinea-Bissau - Guyana - Haiti - Honduras - Hungary - Iceland - Indonesia - Ireland - Ý - Jamaica - Nhật Bản - Kazakhstan - Kenya - Kiribati - Kuwait - Kyrgyzstan - Lào - Latvia - Lesotho - Liberia - Liechtenstein - Lithuania \| - Luxembourg - Madagascar - Malawi - Malaysia - Maldives - Mali - Malta - Quần đảo Marshall - Mauritanie - Mauritius - México - Micronesia - Monaco - Mông Cổ - Maroc - Mozambique - Myanmar - Namibia - Nepal - Hà Lan - New Zealand - Nicaragua - Niger - Na Uy - Oman - Palau - Panama - Papua New Guinea - Paraguay - Peru - Ba Lan - Bồ Đào Nha - Qatar - Romania - Nga - Rwanda - Saint Kitts và Nevis - Saint Lucia - Saint Vincent và Grenadines \| - Samoa - San Marino - Sao Tome và Principe - Ả Rập Xê Út - Senegal - Seychelles - Singapore - Slovakia - Slovenia - Quần đảo Solomon - Nam Phi - Hàn Quốc - Tây Ban Nha - Suriname - Swaziland - Thụy Điển - Thụy Sĩ - Tajikistan - Tanzania - Thái Lan - Togo - Trinidad và Tobago - Tunisia - Thổ Nhĩ Kỳ - Turkmenistan - Tuvalu - Uganda - Các Tiểu vương quốc Ả Rập Thống nhất - Vương quốc Anh - Hoa Kỳ - Uruguay - Uzbekistan - Vanuatu - Thành Vatican - Venezuela - Việt Nam - Zambia - Zimbabwe \| - Hồng Kông - Ma Cao - Bồ Đào Nha (chỉ với hộ chiếu được cấp cho người thường chú Ma Cao) - Công dân hải ngoại Anh | | | |
| - Andorra - Angola - Antigua và Barbuda - Argentina - Úc - Áo - Bahamas - Bahrain - Barbados - Bỉ - Belize - Benin - Bhutan - Bolivia - Botswana - Brunei - Bulgaria - Burkina Faso - Burundi - Campuchia - Cameroon - Canada - Cape Verde - Cộng hòa Trung Phi - Chad - Chile - Colombia - Comoros - Cộng hòa Congo - Costa Rica - Bờ Biển Ngà - Croatia - Síp - Cộng hòa Séc - Cộng hòa Dân chủ Congo - Đan Mạch - Djibouti - Dominica - Cộng hòa Dominican | - Ecuador - El Salvador - Guinea Xích Đạo - Eritrea - Estonia - Ethiopia - Fiji - Phần Lan - Pháp - Gabon - Gambia - Đức - Ghana - Hy Lạp - Grenada - Guatemala - Guinea - Guinea-Bissau - Guyana - Haiti - Honduras - Hungary - Iceland - Indonesia - Ireland - Ý - Jamaica - Nhật Bản - Kazakhstan - Kenya - Kiribati - Kuwait - Kyrgyzstan - Lào - Latvia - Lesotho - Liberia - Liechtenstein - Lithuania | - Luxembourg - Madagascar - Malawi - Malaysia - Maldives - Mali - Malta - Quần đảo Marshall - Mauritanie - Mauritius - México - Micronesia - Monaco - Mông Cổ - Maroc - Mozambique - Myanmar - Namibia - Nepal - Hà Lan - New Zealand - Nicaragua - Niger - Na Uy - Oman - Palau - Panama - Papua New Guinea - Paraguay - Peru - Ba Lan - Bồ Đào Nha - Qatar - Romania - Nga - Rwanda - Saint Kitts và Nevis - Saint Lucia - Saint Vincent và Grenadines | - Samoa - San Marino - Sao Tome và Principe - Ả Rập Xê Út - Senegal - Seychelles - Singapore - Slovakia - Slovenia - Quần đảo Solomon - Nam Phi - Hàn Quốc - Tây Ban Nha - Suriname - Swaziland - Thụy Điển - Thụy Sĩ - Tajikistan - Tanzania - Thái Lan - Togo - Trinidad và Tobago - Tunisia - Thổ Nhĩ Kỳ - Turkmenistan - Tuvalu - Uganda - Các Tiểu vương quốc Ả Rập Thống nhất - Vương quốc Anh - Hoa Kỳ - Uruguay - Uzbekistan - Vanuatu - Thành Vatican - Venezuela - Việt Nam - Zambia - Zimbabwe |

### Thị thực thay thế
Công dân của  Trung Quốc đi du lịch và có thị thực có hiệu lực được cấp bởi Úc, Canada, Nhật Bản, Hoa Kỳ hoặc khối Schengen có thể nhập cảnh không cần thị thực lên đến 7 ngày.
Công dân của  Ấn Độ có thị thực du lịch, công tác và định cư được cấp bởi Úc, Canada, Nhật Bản, Singapore, Vương quốc Anh, Hoa Kỳ hoặc khối Schengen có thể nhập cảnh và ở lại lên đến 14 ngày. HỌ có thể nhập cảnh từ bất kỳ cửa khẩu nào.

## Thị thực tại cửa khẩu
Chủ sở hữu của hộ chiếu được cấp bởi bất kỳ quốc gia nào trừ các quốc gia sau có thể xin thị thực (có phí) có hiệu lực lên đến 59 ngày:
| - Afghanistan - Albania - Algeria - Armenia - Azerbaijan - Bangladesh - Belarus - Bosna và Hercegovina - Trung Quốc - Cuba | - Ai Cập - Gruzia - Ấn Độ - Iran - Iraq - Jordan - Kosovo - Lebanon - Libya - Macedonia | - Moldova - Montenegro - Nauru - Nigeria - Triều Tiên - Pakistan - Palestine - Sierra Leone - Serbia - Somalia | - Nam Sudan - Sri Lanka - Sudan - Syria - Đài Loan - Đông Timor - Tonga - Ukraina - Yemen |

## Thị thực điện tử
Công dân của  Đài Loan có thể xin nhập cảnh qua hệ thống giấy thị thực điện tử ở trên trang web của Văn phòng Kinh tế và Văn hoá Manila.

## Hộ chiếu không phổ thông
Người sở hữu hộ chiếu ngoại giao, hoặc công vụ của các quốc gia sau có thị thực dài hơn so với hộ chiếu phổ thông:
| - Argentina 60 ngày - Áo 59 ngày - Brasil 6 tháng - Chile 3 tháng - Croatia 90 ngày - Cuba 90 ngày - Đan Mạch 59 ngày - Estonia 90 ngày - Phần Lan 59 ngày - Đức 3 tháng - Hungary 90 ngày - Ý 59 ngày - México 90 ngày | - Maroc 90 ngày - Na Uy 59 ngày - Panama 90 ngày - Peru 90 ngày - Ba Lan 90 ngày - Romania 90 ngày - Nga 90 ngày - Slovakia 59 ngày - Slovenia 90 ngày - Tây Ban Nha 59 ngày - Thụy Điển 59 ngày - Tunisia 2 tháng - Venezuela 3 tháng |

Chủ sở hữu họ chiếu ngoại giao hoặc công vụ của các nước sau đây có thể nhập cảnh không cần thị thực trong khi hộ chiếu phổ thông vẫn cần:
| - Armenia D - Bangladesh D O - Trung Quốc D O S - Ai Cập D | - Ấn Độ D O S - Iran D S - Pakistan D |

D — hộ chiếu ngoại giao
O — hộ chiếu công vụ
S — hộ chiếu công vụ

## Thẻ đi lại doanh nhân APEC
Chủ sở hữu của hộ chiếu được cấp bởi các quốc gia sau mà có thẻ đi lại doanh nhân APEC (ABTC) có mã "PHL" ở mạnh sau có thể đến Philippines không cần thị thực để công tác lên đến 59.
ABTC được cấp cho công dân của các quốc gia:
| - Úc - Brunei - Chile - Trung Quốc - Hồng Kông - Indonesia - Nhật Bản - Hàn Quốc - Malaysia | - México - New Zealand - Papua New Guinea - Peru - Nga - Singapore - Đài Loan - Thái Lan - Việt Nam |

## Thống kê du khách
Hầu hết khách đến Philippines đều đến từ các quốc gia sau:
| Thứ hạng | Quốc gia       | 2015      | 2014      | 2013      | 2012      | 2011      |
| 1        | Hàn Quốc       | 1.339.678 | 1.175.472 | 1.165.789 | 1.031.155 | 925.204   |
| 2        | Hoa Kỳ         | 779.217   | 722.750   | 674.564   | 652.626   | 624.527   |
| 3        | Nhật Bản       | 495.662   | 463.744   | 433.705   | 412,.74   | 375.496   |
| 4        | Trung Quốc     | 490.841   | 394.951   | 426.352   | 250.883   | 243.137   |
| 5        | Úc             | 241.187   | 224.784   | 213.023   | 191.150   | 170.736   |
| 6        | Singapore      | 181.176   | 179.099   | 175.034   | 148.215   | 137.802   |
| 7        | Đài Loan       | 177.670   | 142.973   | 139.099   | 216.511   | 181.738   |
| 8        | Canada         | 156.363   | 143.899   | 131.381   | 123.699   | 117.423   |
| 9        | Malaysia       | 155.814   | 139.245   | 109.437   | 114.513   | 91.752    |
| 10       | Vương quốc Anh | 154.589   | 133.665   | 122.759   | 113.282   | 104.466   |
|          | Tổng           | 5.360.682 | 4.833.368 | 4.681.307 | 4.272.811 | 3.917.454 |